# Karmeliterkloster (Vic-sur-Seille)

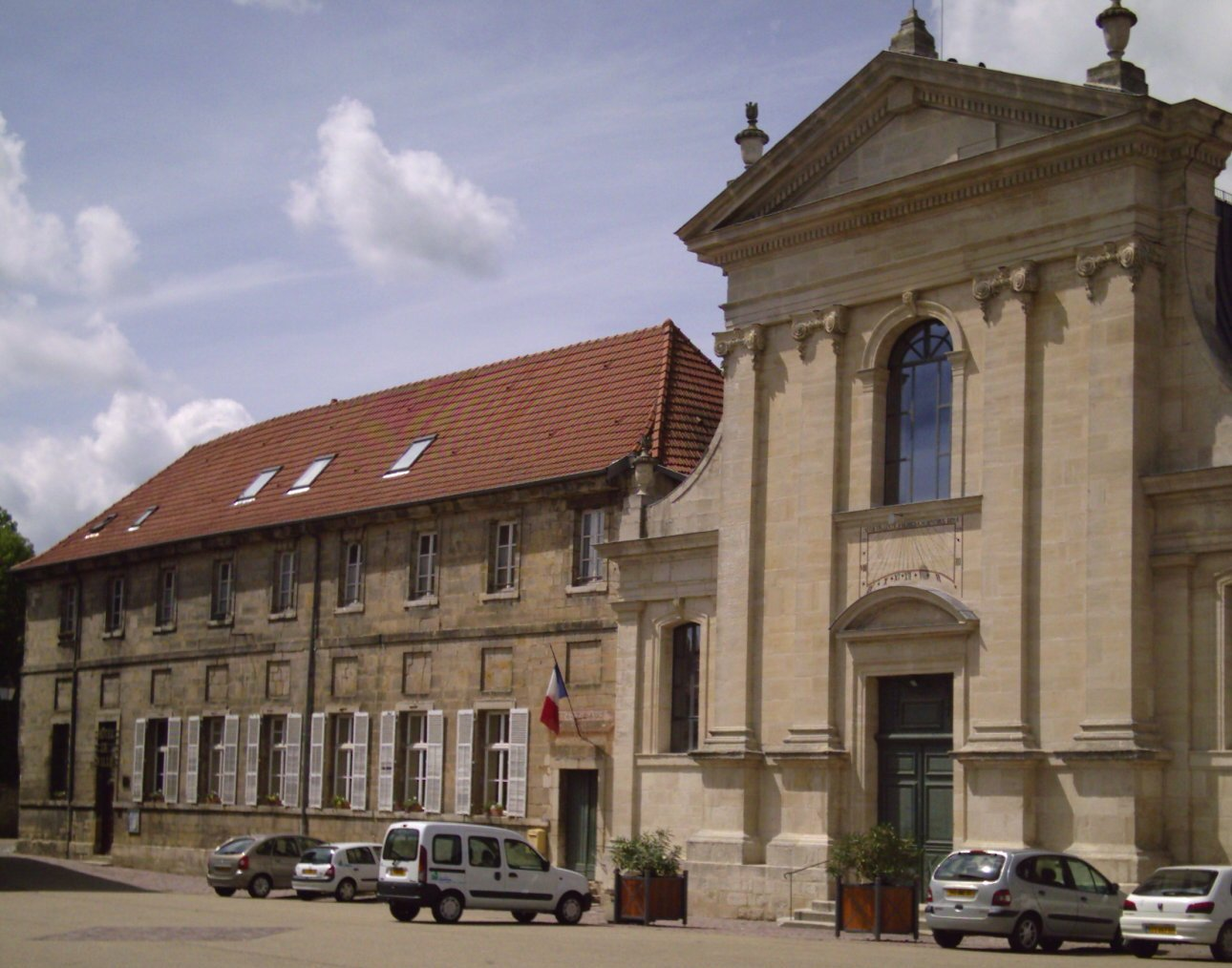
Karmelitinnenkloster in Vic-sur-Seille

Das Karmeliterkloster in Vic-sur-Seille, einer französischen Gemeinde Département Moselle in der historischen Region Lothringen, wurde im 17. Jahrhundert errichtet. Das ehemalige Kloster der Karmeliter an der Place du Palais wurde im Jahr 1986 als Monument historique in die Liste der Baudenkmäler in Frankreich aufgenommen.

## Geschichte
Die Karmeliter waren seit 1646 in Vic-sur-Seille ansässig und bekamen erst 1675 die Erlaubnis eine Klosteranlage zu errichten. Die Bauarbeiten begannen um 1680.
Nachdem das Kloster während der Revolution aufgehoben wurde, dienten die Gebäude als Gefängnis und Gericht. Heute werden das Klostergebäude als Mairie (Rathaus) und die Klosterkirche, die ab 1876 zur Markthalle umgebaut wurde, als Veranstaltungssaal genutzt.